# Glavna železnička stanica Berlin
Berlinska glavna železnička stanica sagrađena je kao centralna železnička stanica Berlina u samom središtu grada, na mestu nekadašnje Lerter (Lehrter) stanice. Nalazi se u neposrednoj blizini Rajhstaga, kancelarske rezidencije i kompleksa novih vladinih zgrada, duž nekadašnjeg Berlinskog zida.
Otvorena je i puštena u saobraćaj dana 28. maja 2006. svečanom ceremonijom uz prisustvo njemačke kancelarke Angele Merkel i berlinskog gradonačelnika Klausa Voverajta. 
Novi berlinska glavna železnička stanica sagrađena je prema projektu nemačkog arhitekta Majnharda fon Gerkena i ubraja se u najveće, najlepše, ali i najskuplje železničke stanice na svetu. Njegova izgradnja stajala je oko 700 miliona evra, ne računajući infrastrukturu, tunel za put i povezivanje s podzemnom železnicom.
Petospratna čelična stanica s prozirnim krovom od 9.117 staklenih ploča zamišljena je već u ranim danima nemačkog ujedinjenja, a planirana je za svakodnevno saobraćanje 1.100 vozova i 240.000 putnika. Stanicom prolazi šest koloseka koje povezuju istok i zapad, a 15 metara ispod zemlje prolazi osam linija sever i jug. Čak 43 staklenih liftova i 54 pokretne trake putnike vode u šoping centar u kojem se, na tri nivoa, nalazi više od 80 trgovina, restorana i ugostiteljskih objekata s oko 900 zaposlenih.

## Istorijat

### Stanica Lehrter (1868–1882)
Železnička pruga Lehrter duga 239 km građena je od 1868-1871. te je njome Berlin povezan s Hanoverom. Nazvana je po mestu Lerte (Lehrte) koje je bilo prvo železničko čvorište na hanoferskom području. Lerter stanica sagrađena je u neposrednoj blizini već postojeće železničke stanice Hamburger Bahnhof i to prema nacrtima arhitekata Alfreda Lenta, Bertolda Šolza i Gotliba Henrija Lapijera na obali reke Špreje, direktno u Humboltovoj luci.
U suprotnosti s dotadašnjom praksom izgradnje železničkih zgrada, uglavnom od opeka, ovoj je stanici bio namenjen reprezentativni izgled i stil francuske neorenesanse. Upravo zbog njegove raskošne arhitekture ova se stanica naziva "dvorcem među stanicama". Posebno bogato ukrašeno bilo je glavna čeona strana stanice na zapadnoj strani.
Jednobrodna stanična hala bila je duga 188 i široka 38 m, te prekrivena čeličnim bačvastim svodom. U smeru zapada i istoka protezalo se po jedno dugačko krilo zgrade, a kako je u to vreme bilo uobičajeno, stanica je bila funkcionalno podeljena na dolaznu platformu na zapadnoj i odlaznu na istočnoj strani. Izvorno je imao pet koloseka, od kojih su četiri završavala s peronima, a peti je isključivo služio kao okretnica lokomotiva. Jedan je kolosek oko 1900. godine uklonjen radi proširenja središnjeg perona.
Naziv Lehrter Bahnhof bio je u upotrebi do otvaranja nove berlinske Glavne železničke stanice u maju 2006. godine.

### Lehrter gradska stanica (1882–2002)
Dana 15. maja 1882. puštena je u saobraćaj tzv. Berlinska gradska železnica, koja je s četiri pruge povezivala gradske četvrti u smeru istok-zapad i služila za protok ljudi i robe. Gradska železnica povezivala je Šarlotenburg, Lerter i Istočnu stanicu sa središtem grada. Direktno na severnom kraju hale Lerter stanice sagrađena je stanica Lerter gradska stanica, a povećan je i kapacitet stanice. Dana 15. oktobra 1884. s ove je stanice krenuo i železnički saobraćaj prema Hamburgu, severozapadu Nemačke i Skandinaviji, koji se dotad odvijao s 300 m udaljene stanice u Hamburgu. 
Lehrter Bahnhof je bio poznat i po brzini železničkog saobraćaja. Već 1872. godine ovom su prugom vozovi išli brzinom od 90 km/h. Od 19. decembra 1932. saobraćao je i poznati voz "Fliegender Hamburger", koji je s Lehrter Bahnhof-a prema Hamburgu vozio brzinom od tadašnjih neverovatnih 160 km/h. Zbog razvoja železničkog saobraćaja Lehrter Bahnhof je doživeo i nekoliko pregradnji i modernizacija, naročito 1912. i 1929. godine.
U Drugom svetskom ratu stanica je bila teško oštećena. Nakon rata obnovljena tek toliko da bi omogućila nesmetano odvijanje saobraćaja. Dana 28. avgusta 1951. krenuo je poslednji voz prema Vustermarku i Nojenu. Uklanjanje ruševina započelo je dana 9. jula 1957, a 22. aprila 1958. minirano je glavno pročelje. Radovi na obnovi bili su vrlo teški i protegli su se do leta 1959.
U posleratno doba ova je stanica izgubila na svojoj važnosti budući je bila i poslednja stanica u Zapadnom Berlinu. Sledeća stanica Fridrihštrase nalazila se već u sovjetskom sektoru. Nakon izgradnje Berlinskog zida 1961. godine našala se u njegovoj neposrednoj blizini i time potpuno izgubila na značaju.
Kao spomenik kulture Lehrter Stadtbahnhof je i dalje sačuvan u izvornom obliku, saniran je 1987. godine za 750-godišnjicu grada Berlina. 
Leta 2002. Lehrter Stadtbahnhof srušen je radi početka izgradnje nove berlinske Glavne železničke stanice.

### Planiranje i gradnja berlinske Glavne železničke stanice (2002–2006)
Već nakon ujedinjenja 1989. berlinski Senat započeo je s planiranjem novog saobraćajnog koncepta Berlina, a na mestu Lehrter Stadtbahnhof-a predviđeno je novo, savremeno čvorište s priključkom na berlinsku gradsku i podzemnu (U-Bahn) železnicu. U junu 1992. Vlada Savezne Republike Nemačke donijela je odluku o izgradnji nove Glavne stanice na mestu starog Lehrter Stadtbahnhof-a. 1993. raspisan je konkurs za projekat Lehrter Bahnhof, na kojem je izabran hamburški arhitektonska kancelarija "Gerkan, Marg und Partner".
Izgradnja berlinske Glavne železničke stanice usledila je u nekoliko faza. 1995. započeta je gradnja tunela Tirgarten, koji je dovršen 2005. s poslednjim radovima ispod Lehrter Bahnhof-a. Tunel se sastoji od četiri cevi za međugradski i regionalni saobraćaj, dve cevi za podzemnu železnicu (U55), te od jednog putnog tunela, koji se prostire preko 60-metarskog tornja sagrađenog 2004. godine. Pri gradnji tunela preusmeren je i tok reke Špreje, a prodiranje vode u tunele prouzokovalo je jednogodišnje kašnjenje u izgradnji.
2001. započeta je izgradnja mostova za novi pravac gradske železnice, a 2002. počeli su radovi na izgradnji krova. Postavljanje čelično-staklene konstrukcije krova bio je posebno težak zadatak, a tokom izvođenja radova staklena površina krova smanjena je za 100 m.
2003. završeni su mostovi i glavna hala, čime je mogao biti uspostavljen saobraćaj preko novog saobraćajnog pravca. Srušen je i stari Lehrter Stadtbahnhof koji je stajao tačno pred gradilištem novog kolodvora.

### Otvaranje
Dana 26. maja 2006. Glavna stanica svečano je otvorila kancelarka Angela Merkel, koja je na svečanost stigla posebnim vozom iz Lajpciga zajedno s ministrom saobraćaja Volfgangom Tifenzeom. Za otvaranje je priređen spektakl pod nazivom "Simfonija svetla", a 27. maja je održano nekoliko koncerata i različitih priredbi i na drugim novim stanicama Gesundbrunen, Potsdamer Plac i Berlin Südkreuz. Međugradski i regionalni saobraćaj preko nove Glavne stanice službeno je započeo dana 28. maja.

## Arhitektura i konstrukcija
Saobraćaj se odvija na pet nivoa: glavne platforme su dva koloseka gradske železnice na mostovima, 10 m višim od nivoa ulica, kao i četiri koloseka koja se protežu 15 m ispod površine. Peroni u priključenom tunelu Tirgarten vode ispod reke Špreje u smeru juga i potom prolazeći pored Rajhstaga završavaju na južnom rubu Potsdamer Plac-a. U pravcu severa podzemno su povezani sa severnim saobraćajnim prstenom. Predviđena je i stanica podzemne železnice U-55 (tzv. kancelarska podzemna železnica).
Mostovi gradske železnice ne rasterećuju samo prostor Glavne stanice, već i obližnju Humboltovu luku, a dugi su 450 m. Savijeni su u tlocrtu prateći smer linija gradske železnice i šire se sa četiri na šest platformi, kao i dodatni koloseci širine od 39-66 m. Ovi mostovi protežu se nad rečnom lukom na stubovima od 60 m. Konstrukcija im se sastoji od luka s čeličnim cevima i vencem betonske grede. Spojevi čeličnih cevi po prvi su put na svetu izliveni u čeliku.
Glavna hala duga je 321 m i proteže se u smeru zapad-istok. Zatvara je savijena, mešinasta staklena konstrukcija bez potpornja, u koju su integrisane solarne ćelije. Hala je široka od 56-68 m, a visina joj iznosi 17 m. Sastoji se od tri dela od kojih je zapadni dugačak 172, a istočni 107 m. Između njih je 42 m široki i 210 m dugački severno-južni savijeni krov bačvastog svoda. Severno-južni krov obešen je na dva tornja, koji nadvisuju glavnu halu.

### Izmene projekta
Krov Glavne stanice skraćen je s predviđenih 430 m dužine i to za oko 90 m sa zapadne strane i 20 m s istočne. Razlog tome bila je nužnost dovršetka izgradnje i otvorenja pre početka Svetskog prvenstva u fudbalu 2006. Drugi razlog leži i u potrebi smanjenja troškova izgradnje koja se procenjuje na 700 miliona evra.

## Popis prometnih linija

### Međugradski Saobraćaj
ICE-linije:
- (Kiel–) Hamburg–Berlin–Lajpcig–Nirnberg–Minhen
- Berlin–Hanofer–Keln (–Bonn–Trir)
- Berlin–Frankfurt na Majni–Manhajm (–Bazel)
- Berlin–Frankfurt na Majni–Štutgart–Minhen (–Insbruck)
- Berlin–Frankfurt na Majni

IC-linije:
- (Vesterland ili Erus–) Hamburg–Berlin–Prag (–Beč–Bratislava–Budimpešta)
- Štralzund–Berlin–Erfurt–Diseldorf (–Keln)
- Berlin–Hale (Sale)–Nirnberg–Minhen
- (Šćecin–) Berlin–Hannover–Amsterdam ili Minster
- (Kotbus–Berlin–) Magdeburg–Hanofer–Nordajh Mole

EuroCity-linije:
- Berlin–Varšava
- Hamburg–Berlin–Kotbus–Krakov

### Regionalni saobraćaj
Berlinska glavna železnička stanica je jedino čvorište gde se susreću sve RE-Regional ekspres-linije (osim RE6), koje povezuju najveći deo pokrajine Brandenburg i dijelove Meklenburg-Pomeranije:
- RE1: (Magdeburg–) Brandenburg (Hafel)–Frankfurt na Odri (–Ajsenhitenštat)
- RE2: Ratenov–Kotbus
- RE3: Švet na Odri odn. Štralsund–Elsterverda odn. Šenftenberg
- RE4: (Vismar–) Vitenberge–Jiterbog
- RE5: Štralsund odn. Roštok–Luterštat Vitenberg
- RE7: Desau–Vinsdorf

## Spoljašnje veze
- Berlin Hauptbahnhof (језик: немачки)
- Veliki berlinski projekti (језик: немачки)